# آلن جاج (بازیکن فوتبال انگلیسی)
آلن جاج (انگلیسی: Alan Judge؛ زادهٔ ۱۴ مهٔ ۱۹۶۰) بازیکن فوتبال اهل بریتانیا است.
از باشگاه‌هایی که در آن بازی کرده‌است می‌توان به باشگاه فوتبال بنبری یونایتد، باشگاه فوتبال سوئیندون تاون، باشگاه فوتبال چلسی، باشگاه فوتبال لوتون تاون، باشگاه فوتبال ردینگ، باشگاه فوتبال آکسفورد یونایتد، باشگاه فوتبال لینکولن سیتی، باشگاه فوتبال براکلی تاون، باشگاه فوتبال دیدکات تاون، باشگاه فوتبال کترینگ تاون، باشگاه فوتبال هرفورد یونایتد، و باشگاه فوتبال کاردیف سیتی اشاره کرد.